# Рогозино (Логойський район)
Рогозино — (біл. вёска Рагозіна), село (веска) в складі Логойського району розташоване в Мінській області Білорусі, підпорядковане Крайській сільській раді.
Село Рогозино розташоване в центральних районах Білорусі, в північній частині Мінської області - орієнтовне розташування.